# 조제 알렝카르

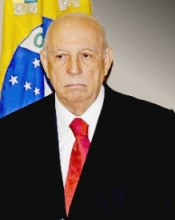
조제 알렝카르

조제 알렝카르 고메스 다 시우바(브라질 포르투갈어: José Alencar Gomes da Silva, 1931년 10월 17일 ~ 2011년 3월 29일)는 브라질의 정치인이다. 2003년부터 2010년까지 부통령으로 재직하였다.
미나스제라이스주 출신이며, 정계 입문 전에는 사업가로 알려졌다. 1994년 미나스제라이스 주지사 선거에 출마했으나, 낙선했고, 자유당 소속으로 1998년 상원의원이 되었다. 2002년 대통령 선거에서 노동자당의 루이스 이나시우 룰라 다 시우바 후보는 반대파를 누그러뜨리기 위해 위해 소속정당이 다른 알렝카르를 부통령 후보로 지명했으며, 룰라와 알렝카르는 안정적으로 당선되었다. 이듬해 초 알렝카르는 제23대 부통령이 되었으며, 2006년 재선되었다. 한편 그는 2004년 ~ 2006년 국방장관을 겸임했으며, 2005년 당적을 공화당으로 옮겼다. 한편 그는 암을 앓고 있었으며, 부통령 임기 말에 투병 생활을 하다가 2010년 12월 31일 임기가 종료되어 퇴임하였다. 곧 상태가 악화되어 3월 29일 79세로 사망하였다.

## 역대 선거 결과
| 선거명      | 직책명                | 대수 | 정당             | 1차 득표율 | 1차 득표수   | 2차 득표율 | 2차 득표수   | 결과 | 당락 |
| ----------- | --------------------- | ---- | ---------------- | ---------- | ------------ | ---------- | ------------ | ---- | ---- |
| 1994년 선거 | 미나스제라이스 주지사 | 35대 | 브라질민주운동당 | 10.71%     | 641,887표    |            |              | 3위  | 낙선 |
| 2002년 선거 | 브라질의 부통령       | 23대 | 자유당           | 46.44%     | 39,454,692표 | 61.27%     | 52,793,364표 | 1위  |      |
| 2006년 선거 | 브라질의 부통령       | 23대 | 브라질 공화당    | 48.61%     | 46,662,365표 | 60.83%     | 58,295,042표 | 1위  |      |